# У Никитских ворот
Московский государственный театр «У Ники́тских воро́т» — драматический театр, расположенный в Тверском районе города Москвы. Художественный руководитель театра — Марк Розовский.

## История театра
Театр основан в 1983 году режиссёром и драматургом Марком Розовским. C 1 января 1987 года — получил статус профессионального театра-студии на полном хозрасчёте. Статус государственного театра официально присвоен 1 октября 1991 года.
25 января 2012 года театр У Никитских ворот отпраздновал новоселье. После мучительных ожиданий длиною в более чем 12 лет, новое четырёхэтажное здание бывшего Кинотеатра Повторного фильма открыло свои двери зрителям. Просторный новый зал с удобными креслами и хорошим обзором имеет 198 мест. Сцена оборудована по новейшим технологиям, установлена современная звуковая и световая аппаратура. Оформление фойе в зелёно-коричневых тонах создаёт атмосферу уюта и комфорта. Проработаны самые мельчайшие детали интерьера. При всех нововведениях сохранен исторический облик здания, построенного ещё в XVIII веке.

## Труппа театра
Айвазовская Кристина, Баронина Наталья, Борисова Галина; Бружайте Юлия; Васильева Екатерина. Власов Иван, Глебов Николай, Голубцов Юрий, Давиденко Владимир; Денисова Наталья, Десницкая Вера;Добрынина Анастасия  Заболотный Никита; Иванов Константин; Кайдалова Марина, Калашник Наталья; Калиберда Николина, Корлякова Виктория, Корецкая Наталья; Кувицын Вадим; Кувицын Владислав; Кудряшов Александр, Кузнецова Татьяна; Кучихидзе Никита; Лебедева Ольга; Масалов Александр, Молотков Андрей, Морозова Ирина, Николаев Антон, Озорнин Михаил, Пронин Вячеслав, Прыжанкова Яна; Пыхова Вероника; Рассказова Маргарита, Рожнов Сергей, Рингбург Николай; Сарайкин Денис; Скрипко Игорь; Толков Валерий; Уусталу Сергей, Федорчук Станислав; Ханин Богдан; Чернявский Александр; Шайхисламов Юрий; Шейман Валерий, Щербакова Дарья; Элиава Сандра; Юматов Владимир, Якимов Максим.
Народный артист Российской Федерации
- Владимир Юматов

Заслуженные артисты России:
- Галина Борисова
- Юрий Голубцов
- Марина Кайдалова
- Ольга Лебедева
- Александр Масалов
- Андрей Молотков
- Ирина Морозова
- Маргарита Рассказова
- Татьяна Ревзина
- Денис Юченков

## Репертуар
С момента своего основания театр проделал долгий путь, совершенствуясь и по сей день. Насыщенный, разножанровый и поистине уникальный репертуар органично сочетает в себе философские притчи и мюзиклы, поэтические представления и комедии, драмы и трагифарс. Концептуально всё это разнообразие объединяют идеи психологического театра и человечности. Сегодня на сцене театра идет более 40 спектаклей. Среди них есть как имеющие большую сценическую историю и постоянный зрительский успех «Песни нашего двора», «Роман о девочках», так и новые постановки по наиболее заметным явлениям современной прозы «Незабудки» Л. Улицкой, «Метель» В. Сорокина, «Похороните меня за плинтусом» П. Санаева.
- Амадей
- Анна Каренина. Lecture
- Бедная Лиза
- Братишки
- Будь здоров, школяр!
- Вишневый сад
- Выпивая в одиночестве
- Гамбринус
- Гамлет
- Ганди молчал по субботам
- Горе без ума
- Дело корнета Елагина
- Доктор Чехов
- Дорогая Елена Сергеевна
- Дядя Ваня
- История лошади
- Как поссорился И. И. с И. Н.
- Капитанская дочка
- Любовь и голуби
- Мать обвиняет
- Мирандолина
- Мораль пани Дульской
- Мудрец
- Недоросль. RU
- Незабудки («Мой внук Вениамин»)
- Носороги
- О, Милый друг!..
- Папа, мама, я и Сталин
- Парафраз. Шведская семья
- Памятник неизвестному стиляге (при участии тэп-студии «Flap»)
- Песни нашего двора
- Песни нашей коммуналки
- Пляшущие человечки
- Похороните меня за плинтусом
- Роман о девочках
- Ромео и Джульетта
- Самосожжение Марка Розовского
- Сотворившая чудо
- Стеклянный зверинец
- Трамвай «Желание»
- Человек-волк
- Харбин-34
- Убивец
- Шутки Чехова
- Экклезиаст
- Я, бабушка, Илико и Илларион

Детские спектакли:
- Остров сокровищ
- Емеля
- Золотая рыбка

## Участие в фестивалях
1995 — Фестиваль Э. Ионеско (Молдова),
1996 — Фестиваль экспериментальных театров (Египет),
1997 — Авиньонский театральный фестиваль (Франция),
1998 — Эдинбургский театральный фестиваль (Шотландия),
1998 — Фестиваль Европейских Театров в Гренобле (Франция),
2003 — Международный фестиваль моноспектаклей в г. Киле (Германия),
2005 — Фестиваль русской культуры в Марселе,
2005 — Фестиваль мюзиклов в Сеуле,
2006 — Фестиваль «Русские сезоны» (Чехия),
2006 — Фестиваль моноспектаклей в Киле (Германия),
2007 — Фестиваль «Боспорские агоны» (Украина, Керчь),
2007 — Фестиваль «Девятые ворота» (Чехия),
2007 — Фестиваль «Гифт» (Грузия, Тбилиси),
2008 — 1-й Международный фестиваль «Подія» (Киев),
2010 — VIII Московский Международный фестиваль театра одного актёра (Москва),
2011 — Второй международный театральный фестиваль «Мистерия-Буфф» (Санкт-Петербург),
2011 — V фестиваль христианских театров «Миstерия» (Москва),
2011 — XVI Международный театральный фестиваль «Белая вежа» (Брест),
2011 — XIX Международный фестиваль «Славянские театральные встречи» (Брянск),
2011 — VIII Международный театральный фестиваль «На родине А. П. Чехова» (Таганрог),
2012 — V Всероссийский театральный фестиваль «Русская комедия» (Ростов-на-Дону),
2012 — Международный фестиваль мюзиклов (Южная Корея).

## Интересные факты
- Участники народного театра-студии «У Никитских ворот» принимали участие в эпизодах телеспектакля «Золотая рыбка» (1985, реж. Марк Розовский).